# 竹宮悠由子
竹宮悠由子（1978年2月24日—）是日本女性輕小說作家，栃木縣出身，現居於東京都。
2010年4月11日，竹宮悠由子應台灣淳久堂書店的邀請，首次來台舉辦新書發表與簽書會。

## 作品列表

### 小說
- 我們倆的田村同學（電撃文庫出版，台灣角川代理）
- TIGER×DRAGON！（電撃文庫出版，台灣角川、天闻角川代理）
- 青春紀行（電撃文庫出版，台灣角川、天闻角川代理）
- 聆聽陌生電影的原聲帶

全一冊，新潮社出版，台灣：東立代理 ISBN 978-986-462-623-6（2016年2月）
- 你在這裡，能呼吸嗎？

全一冊，新潮社出版，台版灣：平版本出版有限公司 ISBN 9789869944588（2020年10月）

### 遊戲
- Noel（FlyingShine）（18禁）（2004年9月24日）

### 漫畫原作
- 青澀泳痕（電撃Comics，作画：カスカベアキラ）全4卷
  - 青澀泳痕1 ISBN 978-4-04-886645-3（2012年5月）
  - 青澀泳痕2 ISBN 978-4-04-891462-8 （2013年3月）
  - 青澀泳痕3 ISBN 978-4-04-866237-6 （2014年1月）
  - 青澀泳痕4 ISBN 978-4-04-869133-8 （2015年5月）